# اسپیس ادونچرز
اسپیس ادونچرز (انگلیسی: Space Adventures) شرکت هوافضای آمریکایی است، که در سال ۱۹۹۸ تأسیس شد.